# Deagrarizacija
Deagrarizacija je preusmerjanje agrarnih (kmečkih) poklicev v neagrarne (nekmečke). Ljudje opuščajo kmečki način življenja, se zaposlujejo v industrijskih in storitvenih dejanvostih ter se selijo v mesta, kjer prevzemajo mestni način življenja. Gre tudi za opuščanje kmečkih dejavnosti, opuščanje kmetijstva kot vira dobička in načina življenja in odseljevanje kmečkega prebivalstva. Deagrarizacija pomeni tudi propadanje kulturne pokrajine zaradi opuščanja prvotne dejavnosti in zaraščanja pokrajine kot posledice.
Leta 2007 se je po podatkih Mednarodne organizacije dela prvič v zgodovini civilizacije zgodilo, da kmetijstvo ni več največji sektor globalnega gospodarstva, trend zmanjševanja naj bi se po predvidevanjih še nadaljeval.